# Royale d'hiver

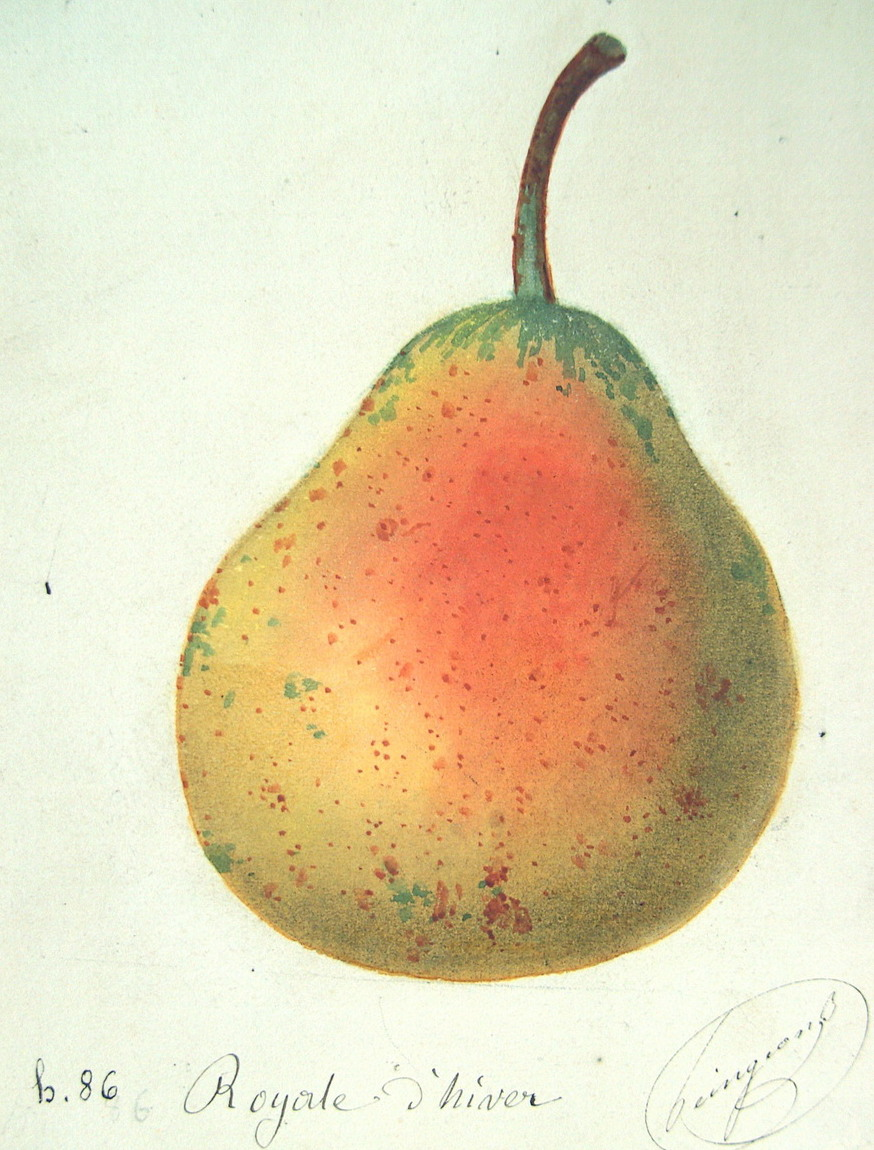
Royale d'hiver.

Royale d'hiver est le nom d'une variété de poire.

## Synonymes
- Duchesse de Montebello,
- Para Casentina,
- Pera Passana,
- Spina di carpi,
- Jean-Baptiste Bivort,
- Winter Königsbirne,
- Königlische Wintervirne[1].

## Origine
Cette poire est nommée et décrite dans La Nouvelle Maison Rustique de Louis Liger dès 1721.
Pour certains, cette poire a été obtenue par Alexandre Bivort en 1855.
Pour d'autres, elle vient de Modène, en Italie, et se trouvait fort répandue dans le sud de la France au XIXe siècle,.

## Description

### Arbre
Rameaux : gros, allongés, étalés, non coudés, vert olivâtre, à lenticelles rapprochées.
Yeux : gros, ovoïdes, écartés du rameau.
Culture : l'arbre réussit sur tous les sujets et peut être cultivé sous toutes les formes. Dans la région méridionale il réussit même sur tige greffée sur franc. Actuellement, la culture de cette variété est délaissée dans les régions du Centre en raison de son peu de résistance à la tavelure.
Fruit de commerce dans les Hautes Alpes,.

### Description du fruit
Gros ou assez gros, turbiné, à surface bosselée.
Épiderme : fin, rude ou uni, d'un jaune citrin, lavé de rouge orangé à l'insolation, ponctué, granité de fauve.
Pédicelle : allongé, mince, arqué, épaissi aux deux bouts, implanté obliquement dans une cavité irrégulière et bosselée.
Œil : moyen, régulier, ouvert, dans une dépression large et irrégulière.
Chair : blanc crème, fine, fondante ou mi-fondante, juteuse, sucrée et relevée.
Qualité : bonne.

### Maturité
Elle est atteinte de novembre à janvier.